# Liga Uruguaya de Ascenso
La Liga Uruguaya de Ascenso, popularmente conocida como El Metro, es una competición de básquetbol organizada por la Federación Uruguaya de Basketball, la cual concentra a los clubes de segunda división de la capital y su área metropolitana. Los equipos participantes de este torneo compiten por ascender a la Liga Uruguaya de Básquetbol.
El torneo fue creado en reemplazo del Campeonato Federal de Segunda de Ascenso, con el nombre de Metropolitano de Básquetbol, pasando a denominarse como Metropolitano o simplemente Metro. En 2016 cambió su nombre al actual. En el 2017 fue comercialmente denominado El Metro.
El club con más campeonatos ganados es el Club Atlético Bohemios con tres títulos.

## Sistema de disputa
El Metro 2023 se disputará bajo el sistema de liga. La primera fase se jugará todos contra todos. Los 4 mejores clasificados avanzarán directamente a cuartos de final mientras que entre las posiciones 5° y 12° se enfrentarán para clasificar a los cuartos de final.
Los ubicados entre las posiciones 13° y 16° disputan un play out para definir los dos descensos a la DTA (Tercera División).
Los ganadores de octavos de final se enfrentarán a los primeros cuatro equipos de la fase regular por los cuartos de final. Los equipos que avancen se enfrentarán en las semifinales por un ascenso a la Liga Uruguaya. Tanto octavos, como cuartos y semifinal serán a series al mejor de 3 encuentros.
Los ganadores se medirán en la final del torneo a partido único para definir el campeón de El Metro 2023.

## Historia

### Antecedentes
El Federal de Segunda de Ascenso fue el torneo de segunda división que tenía el Campeonato Federal. Se disputó entre 1935 y 2004, y fue reemplazado por la Liga Uruguaya de Ascenso, tras la disolución del Campeonato Federal para crear la Liga Uruguaya de Básquetbol, que tiene como objetivo integrar a la competición los equipos del interior que a diferencia del Federal incluía solo equipos de la capital.

## Equipos participantes 2024

### Información de equipos
| Club           | Departamento | Estadio                        | Capacidad | Fundación                |
| 25 de Agosto   | Montevideo   | 25 de Agosto                   | 350       | 25 de agosto de 1948     |
| Atenas         | Montevideo   | Estadio Antonio María Borderes | 1.565     | 11 de agosto de 1918     |
| Bohemios       | Montevideo   | Estadio Alberto Casal          | 925       | 1 de mayo de 1932        |
| Capitol        | Montevideo   | Gimnasio Carlos Garbuyo        | 480       | 19 de abril de 1934      |
| Colón          | Montevideo   | Colón                          | 1.000     | 12 de marzo de 1907      |
| Lagomar        | Canelones    | Lagomar                        | 170       | 20 de mayo de 1956       |
| Larrañaga      | Montevideo   | Larrañaga                      | 350       | 1 de junio de 1939       |
| Miramar        | Montevideo   | Miramar                        | 200       | 29 de enero de 1953      |
| Montevideo     | Montevideo   | Gimnasio Héctor Novick         | 500       | 2 de diciembre de 1933   |
| Olimpia        | Montevideo   | Gimnasio Albérico Passadore    | 1200      | 17 de septiembre de 1918 |
| Olivol Mundial | Montevideo   | Olivol Mundial                 | 350       | 11 de septiembre de 1931 |
| Sayago         | Montevideo   | Gimnasio Roberto Moro          | 660       | 15 de noviembre de 1923  |
| Stockolmo      | Montevideo   | Gimnasio Héctor Domínguez      | 700       | 25 de julio de 1919      |
| Tabaré         | Montevideo   | Tabaré                         | 1.100     | 9 de julio de 1931       |
| Unión Atlética | Montevideo   | Unión Atlética                 | 700       | 29 de julio de 1921      |
| Verdirrojo     | Montevideo   | Verdirrojo                     | 350       | 6 de diciembre de 1948   |

## Campeones

### Títulos por año
| Temporada | Campeón               | Otros Ascensos    | Descensos             | Notas                                                     |
| --------- | --------------------- | ----------------- | --------------------- | --------------------------------------------------------- |
| 2004      | Bohemios y Sayago     | Bohemios y Sayago | Stockolmo             | -                                                         |
| 2004      | Bohemios y Sayago     | Bohemios y Sayago | Reducto               | -                                                         |
| 2005      | Tabaré                | Goes              | 25 de Agosto          | -                                                         |
| 2005      | Tabaré                | Goes              | Capitol               | -                                                         |
| 2006      | Welcome               | Hebraica y Macabi | Ateneo                | -                                                         |
| 2006      | Welcome               | Hebraica y Macabi | Las Bóvedas           | -                                                         |
| 2007      | Bohemios              | Tabaré            | Stockolmo             | Juventud no jugó y descendió                              |
| 2007      | Bohemios              | Cordón            | Juventud              | Juventud no jugó y descendió                              |
| 2008      | Capurro               | Aguada            | Guruyú Waston         | Capurro rechazó el ascenso                                |
| 2008      | Capurro               | Aguada            | Marne                 | Capurro rechazó el ascenso                                |
| 2009      | Montevideo            | Welcome           | Urunday Universitario | Goes no jugó y descendió                                  |
| 2009      | Montevideo            | Welcome           | Goes                  | Goes no jugó y descendió                                  |
| 2010      | Guruyú Waston         | Larre Borges      | Olivol Mundial        | -                                                         |
| 2010      | Guruyú Waston         | Larre Borges      | Marne                 | -                                                         |
| 2011      | Tabaré                | Nacional          | Capurro               | Capurro no jugó y descendió                               |
| 2011      | Tabaré                | Nacional          | 25 de Agosto          | Capurro no jugó y descendió                               |
| 2012      | Atenas                | Goes              | Romis Nelimar         | -                                                         |
| 2013      | Larre Borges          | Guruyú Waston     | Colón                 | Colón descendió por una sanción                           |
| 2014      | Urunday Universitario | Welcome           | 25 de Agosto          | Romis Nelimar no jugó y descendió                         |
| 2014      | Urunday Universitario | Tabaré            | 25 de Agosto          | Romis Nelimar no jugó y descendió                         |
| 2015      | Cordón                | Unión Atlética    | Guruyú Waston         | Guruyú Waston no jugó y descendió                         |
| 2015      | Cordón                | Sayago            | Yale                  | Guruyú Waston no jugó y descendió                         |
| 2016      | Larrañaga             | Nacional          | Montevideo            | Larrañaga rechazó el ascenso                              |
| 2016      | Larrañaga             | Bohemios          | Olivol Mundial        | Larrañaga rechazó el ascenso                              |
| 2017      | Atenas                | Sayago            | Marne                 | -                                                         |
| 2017      | Atenas                | Verdirrojo        | Marne                 | -                                                         |
| 2018      | Bohemios              | Capitol           | Auriblanco            | Bohemios rechazó el ascenso                               |
| 2018      | Bohemios              | Capitol           | Olivol Mundial        | Bohemios rechazó el ascenso                               |
| 2019      | Miramar               | Peñarol           | Larrañaga             | Miramar rechazó el ascenso. Larrañaga no jugó y descendió |
| 2019      | Miramar               | Peñarol           | Welcome               | Miramar rechazó el ascenso. Larrañaga no jugó y descendió |
| 2020      | Urupan                | Olivol Mundial    | No hubo               | -                                                         |
| 2021      | Larre Borges          | Stockolmo         | No hubo               | Stockolmo rechazó el ascenso. Danubio se desafilió        |
| 2022      | Cordón                | Tabaré            | San Telmo             | Tabaré rechazó el ascenso                                 |
| 2023      | Urunday Universitario | Welcome           | Miramar               | -                                                         |
| 2023      | Urunday Universitario | Welcome           | Atenas                | -                                                         |
| 2024      | Goes                  | Unión Atlética    | Sayago                | 25 de Agosto no jugó y descendió                          |
| 2024      | Goes                  | Unión Atlética    | Olivol Mundial        | 25 de Agosto no jugó y descendió                          |

### Títulos por equipo
| Liga Uruguaya de Ascenso |                       |             |
|                          | Equipo                | Campeonatos |
|                          | Bohemios              | 3           |
|                          | Atenas                | 2           |
|                          | Cordón                | 2           |
|                          | Larre Borges          | 2           |
|                          | Tabaré                | 2           |
|                          | Urunday Universitario | 2           |
|                          | Capurro               | 1           |
|                          | Guruyú Waston         | 1           |
|                          | Larrañaga             | 1           |
|                          | Miramar               | 1           |
|                          | Montevideo            | 1           |
|                          | Sayago                | 1           |
|                          | Urupan                | 1           |
|                          | Welcome               | 1           |
|                          | Goes                  | 1           |